# 京都水族館
京都水族館（きょうとすいぞくかん、英語表記: Kyoto Aquarium）は、京都府京都市下京区の梅小路公園内にある水族館である。

## 概要
2012年（平成24年）3月14日に開業した内陸型水族館であり、日本初の完全な人工海水利用型水族館である。
使用率100%で人工海水を利用した日本初の水族館であり、また、日本最大級の内陸型水族館である。京都駅に近い梅小路公園の核となる施設の一つで、オリックス不動産が公園の一部と隣接地を京都市から借用し経営している。総合管理業務は大京グループ内ビル管理事業会社のオリックス・ファシリティーズ株式会社が、運営業務はオリックス水族館株式会社が行う。地元を流れる鴨川に生息する国の特別天然記念物・オオサンショウウオを始め、ゴマフアザラシやケープペンギンなどを含む動物約250種・総数約1万5000匹を展示している。水槽総容量は約3,000 t。全水量中の約90%に及ぶ必要海水量は、設計と建設を手掛ける大成建設の高性能濾過システムによって生み出される人工海水で全て賄う。
建築物は地上3階建て・塔屋1階建て、建築面積5,948.25m2、延べ床面積10,974.29m2、最大収容人数5,000人。建築費は約60億円（総投資額は非公表）。初年度は200万人の入場者を目指している。

## 沿革
- 1995年（平成7年）4月29日 ：日本貨物鉄道（JR貨物）梅小路駅（現在の京都貨物駅）の跡地にて、平安遷都1200年記念事業の一環で造られた京都市営の総合公園「梅小路公園」が開園。
- 2008年（平成20年）7月26日 ：オリックス不動産が梅小路公園内に日本初の内陸型大規模水族館の設置を提案[3][6][11]。
- 2009年（平成21年）6月 ：水族館建設に反対の立場を執る梅小路公園周辺住民らが「梅小路パークプロジェクト」を結成[12]。
- 2010年（平成22年）
  - 5月14日 ：京都市が梅小路公園内への水族館の設置を許可[13]。
  - 7月23日 ：水族館の建設着工[14]。
- 2011年（平成23年）
  - 4月1日 ：運営業務委託会社「オリックス水族館株式会社」の設立[1]。
  - 7月25日 ：正式名称を「京都水族館」に決定[3][6]。京都大学と学術交流協定を締結[3]。
  - 9月30日 ：榊原茂を館長とする決議あり。ロゴも決定[3][15]。
  - 10月21日 ：動物取扱業登録手続き完了[16]（cf. 動物愛護法）。
- 2012年（平成24年）
  - 2月下旬 ：水族館の建設竣工。
  - 3月1日 ：京都府建設業協会主催で建設業関係者に施設を初公開[17]。
  - 3月8日 ：報道関係者に施設を初公開[10]。
  - 3月14日 ：当初の計画どおり、日本初の内陸型大規模水族館として、京都水族館 開業（開館）[3]。初年度入場者目標200万人[10]。
  - 4月23日 ：大水槽でメガネモチノウオ（ナポレオンフィッシュ）の展示開始[3]。
  - 7月14日 ：京阪京都交通がラッピングバス「京都水族館号」2両の運行を開始[18][3]。
  - 7月14日 ：京都の食文化に馴染み深いハモを夏季限定で展示開始[3]。

## 館長
- 初代： 榊原 茂 [6]
- 二代目：下村 実(2014年9月～)
- 三代目(現職)：松本 克彦(2019年6月〜)[19]

## 施設、イベント等

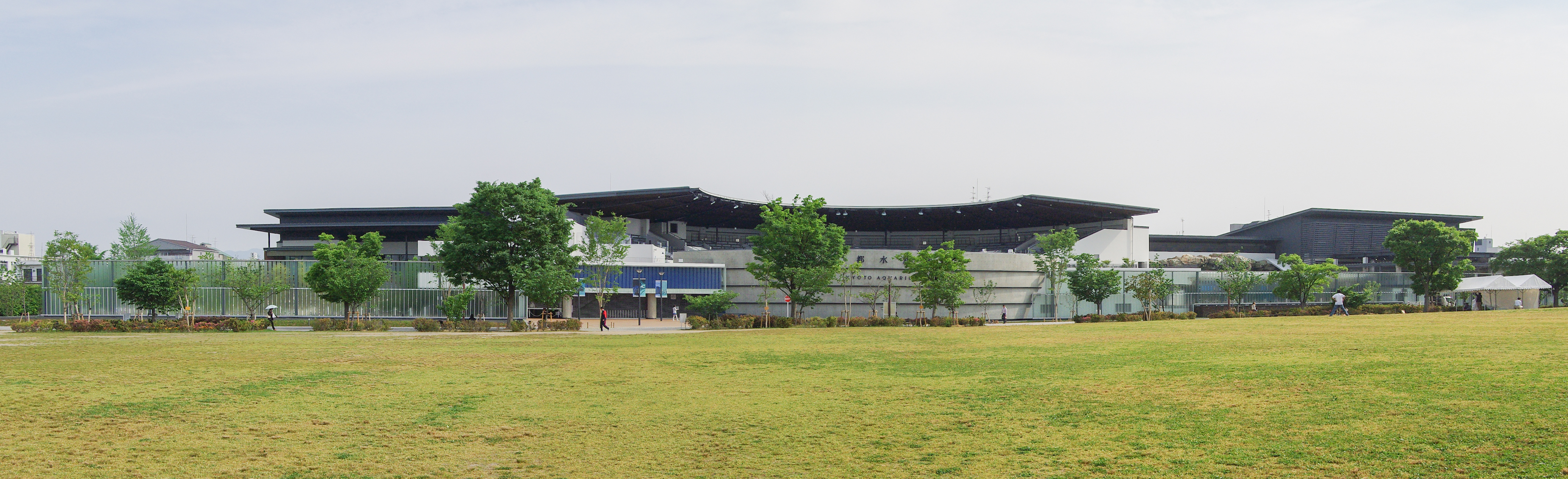
正面全景／2012年撮影。

### 主要施設

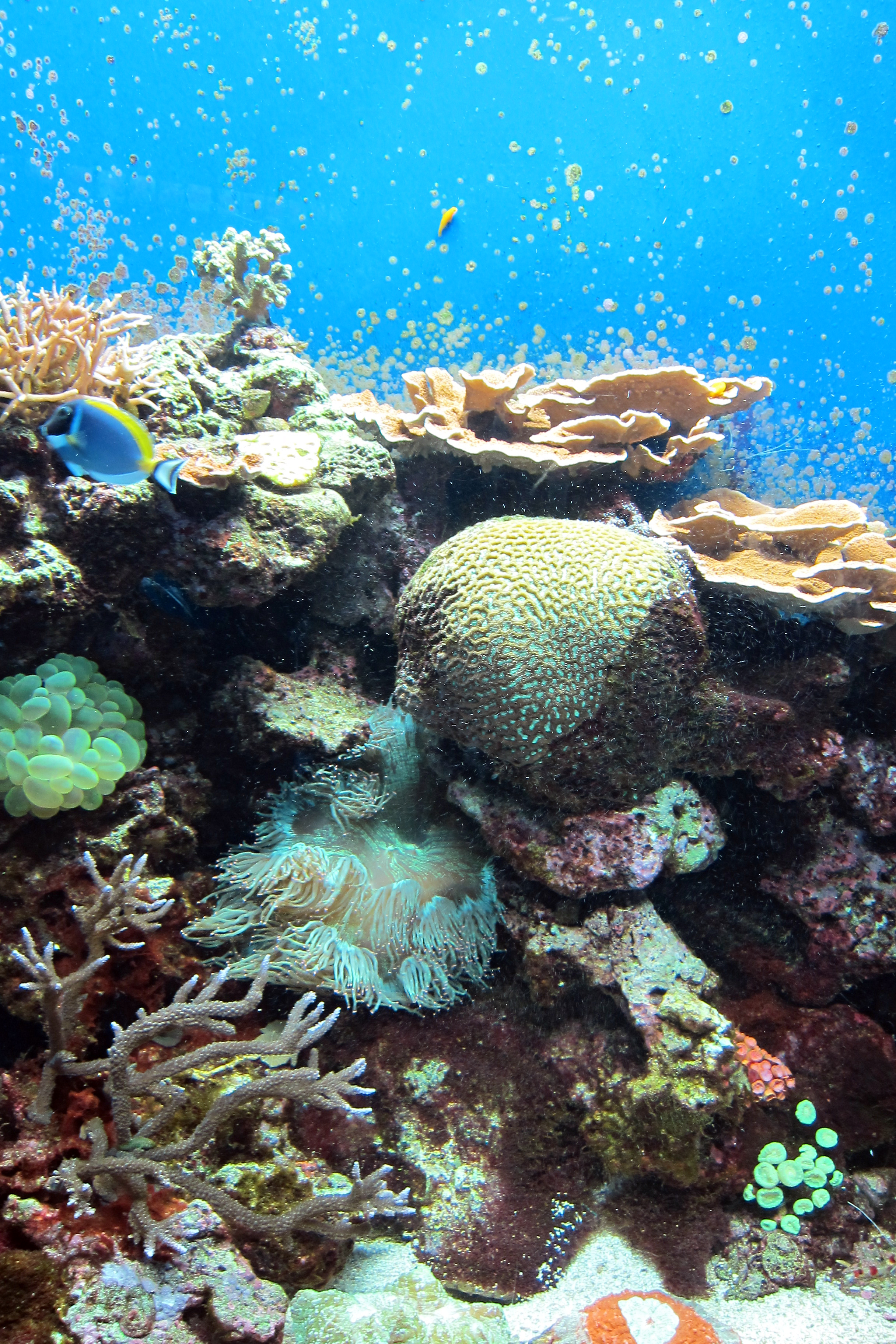
海洋ゾーンの水槽「さんごの海」

延べ床面積約11,000m2を誇る3階建ての建築物は9つのゾーンに分けて展示されている。「水と共につながる、いのち。」がコンセプトである。
※なお、当セクションの通し番号は実際の施設における表示に準じる。
屋内施設

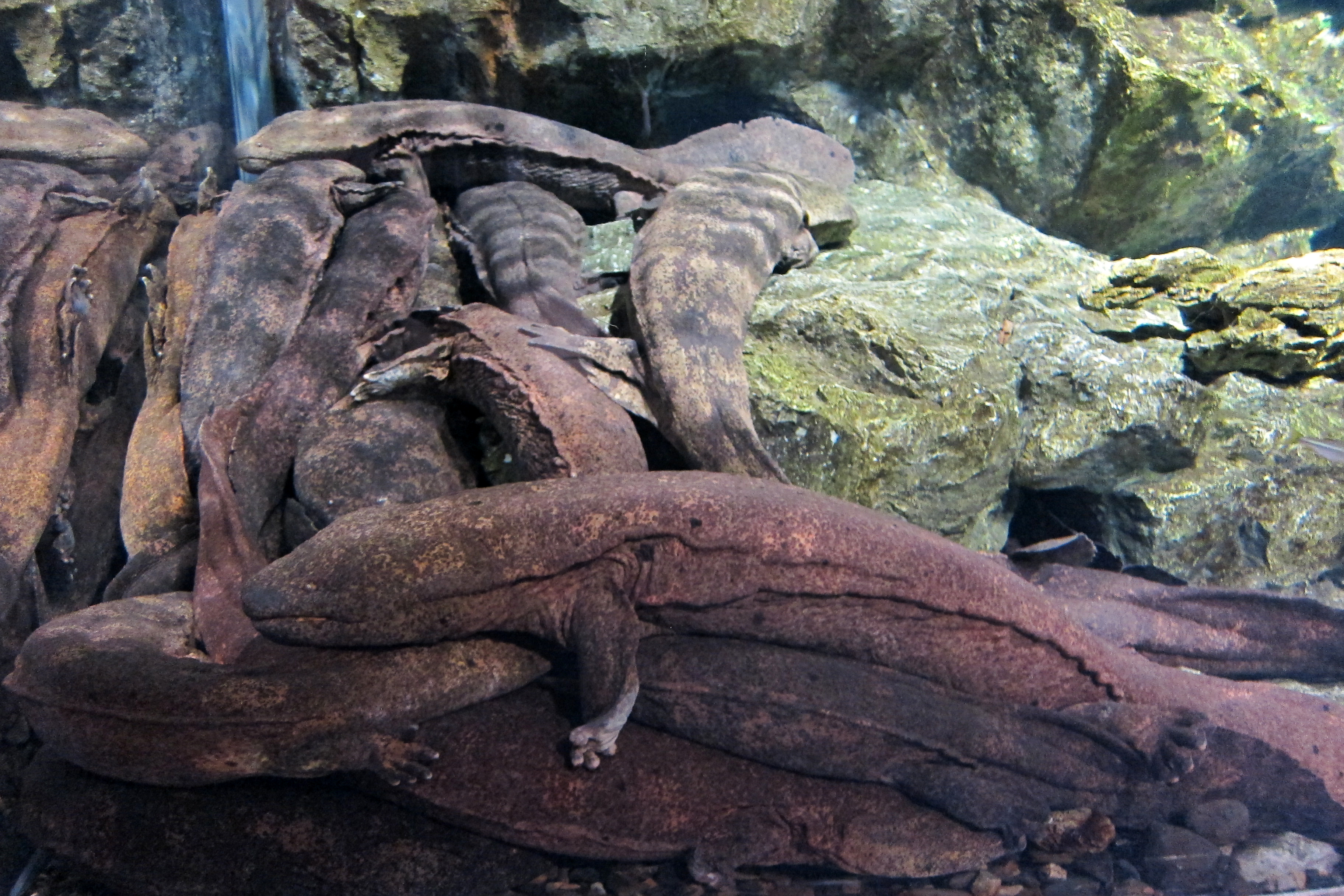
京の川ゾーンのオオサンショウウオ

- 01　京の川ゾーン　Rivers of Kyoto Zone

京都の川の流れを再現した淡水系の水槽のゾーン。
- 水槽1

鴨川の上流域を全長12mにわたって再現した水槽であり、オオサンショウウオの展示コーナーとして国内最大規模を誇る（2012年時点）。擬岩の断崖を背景にして、透明度の高い小川に見立てた水槽が観客の足元近くを横に長く広がるジオラマ空間で、岩清水（岩の間からの湧水）、砂の間からの湧水、苔の間を流れる雫という、3種類の水の流れを再現している。展示生物は他にアマゴなど。
- 水槽2

京都府北部の由良川を再現した水槽であり、上流域ではイワナ、ヤマメ、アブラハヤなど、中流域ではムギツク、ズナガニゴイ、オイカワなど、下流域ではコイ、ギンブナ、サクラマスなどを展示している。当館の体験プログラムの目玉としてバックヤードツアー（ここで言うバックヤードは、飼育設備や展示設備の裏側のこと）を毎日2回実施しており、水槽上のキャットウォークにて給餌も体験できる。
- 02　かいじゅうゾーン　Sea Animals Zone

海獣（アザラシとオットセイ）の水槽。メインの水槽とつながったチューブ状水槽（円柱型水槽）やコの字型の水槽があり、海獣が行き来したり人間を見に来る様子を間近で観察することができる。2012年2月時点は、ゴマフアザラシ、ミナミアメリカオットセイを飼育しており、ミナミアメリカオットセイは2013年3月にメスが生まれ都合9頭となった。
- 03　ペンギンゾーン　Penguin Zone

ケープペンギンの飼育展示水槽（開業時は28羽）。ペンギン本来の生態に合わせて、水域を広く取り、陸は狭く上がりにくく設計してあるため、野生時と同じくペンギンは波のエネルギーを利用して一気に陸に上がる。巣作りに適した砂場も用意されている。
- 04　海洋ゾーン　Ocean Zone　
  - 水槽「さんごの海」　Coral Sea

色彩豊かで多種多様なサンゴ礁と熱帯魚の水槽[16]。飼育種はツノダシ、カクレクマノミなど。
  - 水槽「磯の教室」　Fun Learning at Beach

波の打ち寄せる磯場を再現した浅くて広い水槽[16]。エデュテインメント施設としての当水族館の要であり、ネコザメのザラザラした肌触りや、柔らかそう見えて実際にはかなり硬いヒトデやナマコの体などを、直接手で触れることができる[16]。空間全体は小学校の教室に見立ててあり、飼育員が黒板を使って解説することもある[16]。飼育種は、サメ（ネコザメ、ドチザメ）、エイ（アカエイ等）、ハリセンボン、メバル、イシダイ、コトヒキ、ウニ（ムラサキウニ）、ヒトデ（イトマキヒトデ、マンジュウヒトデ、コブヒトデ等）、ナマコ（ニセクロナマコ）、アメフラシ、貝類（サザエ等）、甲殻類（イセエビ、ヤドカリ等）、ほか。
  - 水槽「無脊椎の世界」　World of Invertebrates

頭足類（イカ、タコ、オウムガイ[1]）やクラゲに代表される無脊椎動物をテーマにした水槽。甲殻類（エビやカニ）も飼育展示している。タコの種類はミズダコ[1]など。クラゲの種類は主としてミズクラゲ。[16]
  - 水槽「京の海」　Sea of Kyoto

「京の海」をテーマに、古都・京都の食文化に海の幸として根づいた魚介類（ズワイガニ、クロダイなど[2]）を含む海の生き物（ハリセンボンなど[2]）を飼育展示[16]。磯場や、藻場を中心とした微環境に生きる小動物を観察できる[1]。暖流（対馬海流）に乗って冷たい日本海へ流れついてしまい、死に至る、いわゆる「死滅回遊魚」の紹介を始め[16]、春夏秋冬の季節に応じた生物の展示がされている[1]。
- 05　大水槽　Main Pool

日本海を表現した水量500tの大水槽は、高さ6m、1〜2階吹き抜けで、厚み240mmのアクリルガラス製。1mを超すマダラトビエイを始め、ホシエイ、クエ、アオウミガメなど50種が展示されており、泳ぎ回る大きな魚群を観察できる。2012年（平成24年）4月23日、ナポレオンフィッシュが新たに加えられた。
- 山紫水明ゾーン　Beauty of Nature Zone

京都周辺の淡水域の展示ゾーンということで、由良川水系と琵琶湖淀川水系の生物、具体的には、深泥池や昔あった巨椋池に棲んでいた生物、琵琶湖とつながりのある生物、そして、オヤニラミ、アユカケ、アジメドジョウ、ミナミイシガメといった京都特有の生物などが展示されている。絶滅を危惧される希少種（絶滅危惧種、ほか）が数多く集められている。

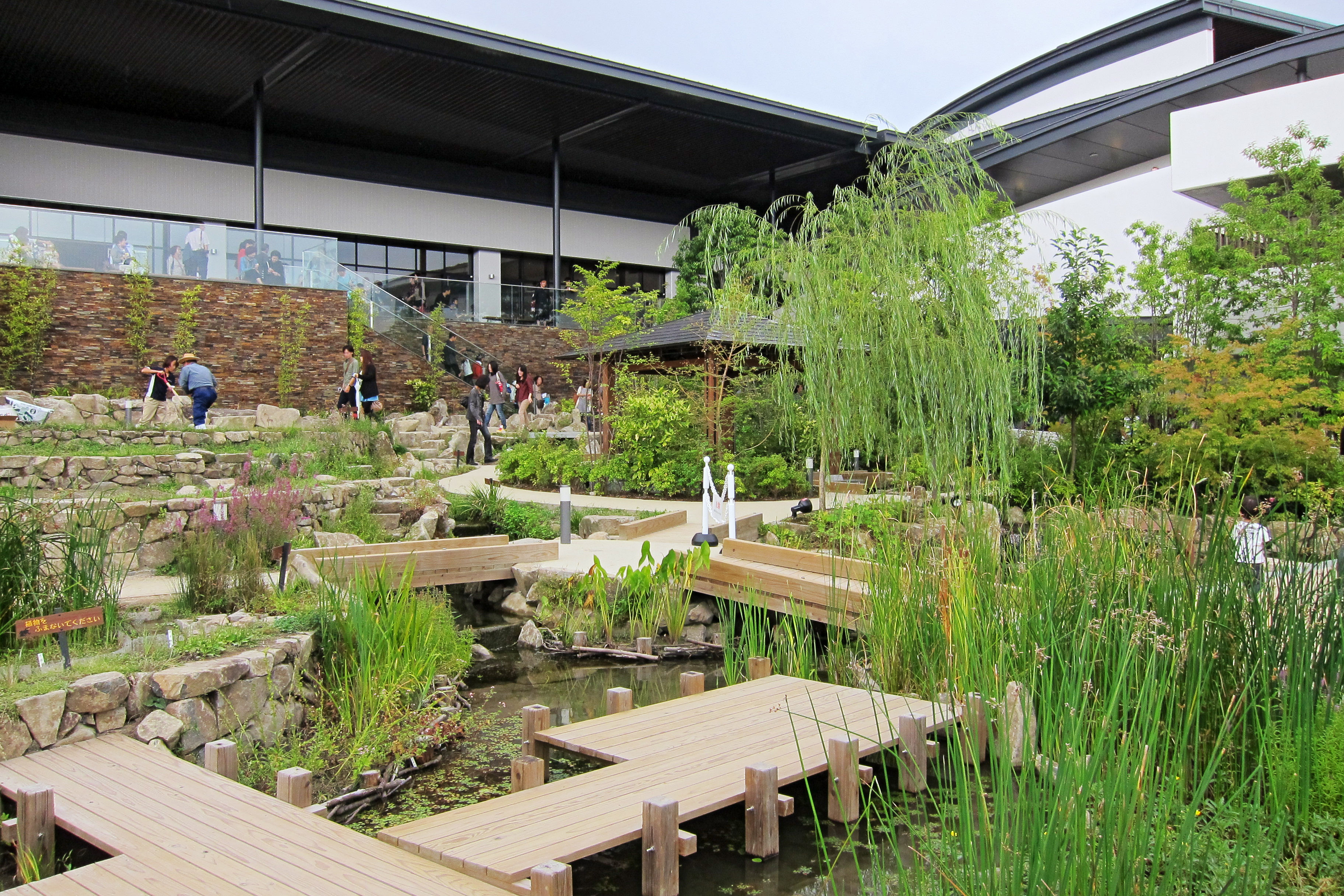
京の里山ゾーン

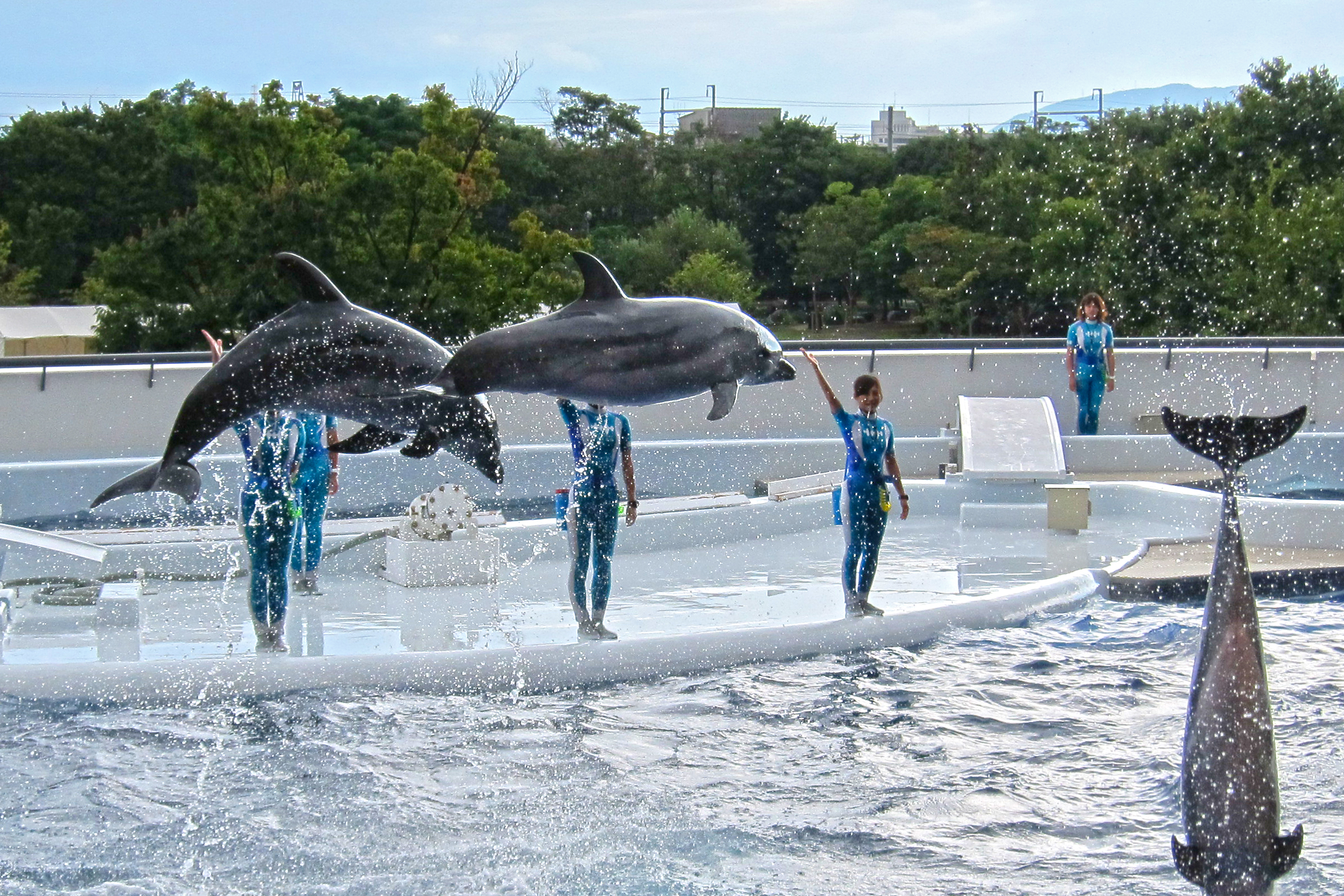
イルカスタジアム

- 京の里山ゾーン　Countryside of Kyoto Zone

古き良き日本の原風景と言うべき里山を再現した空間。梅小路公園を借景に棚田を歩くことができる。
- 交流プラザ　Event Hall

屋外施設
- 10　イルカスタジアム　Dolphin Lagoon (Dolphin Stadium)

パフォーマンス空間を兼ねたハンドウイルカの飼育水槽を中心とした180度パノラマの屋外スタジアム。イルカの飼育数は開業時は雌雄各2頭。観覧席数1,048。スタジアムの天井には京都産の木材が使われている。なお、観客席からは東寺五重塔を遠望できる。

## 飼育生物一覧
飼育もしくは飼育展示されている生物のうち、公式ウェブサイトか本項のいずれかに名の挙がっている種を、おおよそ分類学に準じた形（いくぶん素人向けに開いた形）で列記する。ただし、期間限定の展示生物は記載しない。
- 刺胞動物
  - 花虫綱 - サンゴ
  - 十文字クラゲ綱（クラゲ類） - ミズクラゲ
- 軟体動物
  - 腹足類 - サザエ、アメフラシ
  - 頭足類
    - オウムガイ類 - オウムガイ目 - オウムガイ
    - 鞘形類
      - 十腕形上目 - イカ複数種
      - 八腕形上目 - タコ複数種（ミズダコなど）
- 節足動物
  - 甲殻類 - 軟甲類 - 十脚目（エビ目） - イセエビ、ヤドカリ、ズワイガニ
- 棘皮動物
  - ヒトデ綱 - ヒトデ類 - イトマキヒトデ、マンジュウヒトデ、コブヒトデ
  - ウニ綱 - ムラサキウニ
  - ナマコ綱 - ニセクロナマコ

- 脊椎動物
  - 板鰓類（サメ・エイ類）
    - ネコザメ目 - ネコザメ
    - メジロザメ目 - ドチザメ
    - トビエイ目 - マダラトビエイ、アカエイ、ホシエイ

  - 条鰭類
    - 骨鰾上目
      - コイ目
        - コイ科 - コイ、ギンブナ、ズナガニゴイ、アブラハヤ、オイカワ、ムギツク
        - ドジョウ科 - アジメドジョウ

    - 原棘鰭上目
      - サケ目 - サクラマス、ヤマメ、アマゴ、イワナ

    - 棘鰭上目
      - カサゴ目 - メバル、アユカケ
      - スズキ目
        - スズキ亜目 - クロダイ、イシダイ、クエ、コトヒキ、オヤニラミ
        - ベラ亜目 - カクレクマノミ、メガネモチノウオ（ナポレオンフィッシュ）
        - ニザダイ亜目 - ツノダシ

      - フグ目 - ハリセンボン

  - 両生類
    - 有尾目 - オオサンショウウオ

  - 爬虫類
    - カメ目
      - リクガメ上科 - イシガメ科 - ミナミイシガメ
      - ウミガメ上科 - ウミガメ科 - アオウミガメ

  - 鳥類
    - ペンギン目 - ケープペンギン

  - 哺乳類
    - 鯨偶蹄目
      - クジラ類 - ハクジラ類 - ハンドウイルカ

    - ネコ目（食肉目） - イヌ亜目 - クマ下目
      - 鰭脚類
        - アザラシ科 - ゴマフアザラシ
        - アシカ科 - ミナミアメリカオットセイ

## 建築概要
- 建築主 ：オリックス不動産
- 設計者 ：東洋設計事務所[1][23]、大成建設[1]
- 施工者 ：大成建設[1][24]
- 着工日 ：2010年（平成22年）7月23日
- 竣工日 ：2012年（平成24年）2月??日
- 構造 ：鉄筋コンクリート構造（一部は鉄骨構造）[1]
- 規模 ：地上3階建て、塔屋1階建て。全長約170m、奥行約55m、高さ約15m。[1]
- 面積 ：建築面積5,948.25m2、延べ床面積10,974.29m2
- 最大収容人数 ：5,000人
- 水槽総容量 ：約3,000 t

## 施設

### 位置情報
- 北緯34度59分15.2秒 東経135度44分51.4秒 / 北緯34.987556度 東経135.747611度
- 京都水族館 - 地理院地図
- 京都府京都市下京区観喜寺町35-1（京都水族館） - Google マップ

### 入館情報
- 休館日 ：なし（年中無休）。ただし、施設点検などで臨時休業あり。
- 営業時間

午前10時〜午後6時。
ただし、年末年始、ゴールデンウィーク、夏休みは変更あり。入場受け付けは閉館の1時間前まで。チケットおよび年間パスポートの購入・手続きの受け付けは閉館の1時間前まで。
- 入館料金[25]
  - 一般料金 ：大人2,400円、高校生1,800円、小中学生1,200円、幼児（3歳以上）800円。
  - 年間パスポート ：大人5,300円、高校生4,000円、小中学生2,700円、幼児（3歳以上）1,800円。
  - この他、京都鉄道博物館・交通機関と連携した割引や団体割引がある。

### 交通アクセス
京都駅中央口より西へ徒歩約15分で到着する梅小路公園内にあり。　
公共交通網
- 鉄道路線

- 山陰本線（嵯峨野線） 梅小路京都西駅から徒歩7分。
- 東海道本線（JR京都線、琵琶湖線）・奈良線・近鉄京都線・地下鉄烏丸線 京都駅から徒歩15分。

- 路線バス

- 七条大宮・京都水族館前 下車徒歩5分（京都駅より5〜8分）

- 京都駅から

- A3乗り場から京都市バス206号系統
- B3乗り場から京都市バス205・快速205系統、208号系統、急行103号系統、急行104号系統、急行110号系統。
- C3乗り場から京阪京都交通2・14・26・26B・26C・28・28A・28B号経路
- C5乗り場から京都市バス33・特33号系統
- JR3乗り場から西日本ジェイアールバス高雄・京北線

- 京都駅八条口から

- F1乗り場から京都まちづくり交通研究所（京都市バスが受託運行）「東寺・梅小路エクスプレス」

- 阪急電鉄 大宮駅から

- 京都市バス18・特18・206・207号系統、58号系統。

- 京阪電鉄 七条駅から

- 京都市バス206・208号系統、86号系統、88号系統。

- 86号系統は土曜・休日のみ運行

## 教養施設として
2011年11月、様々な理由により建設取り消しの訴訟が住民らにより行われたが、2013年2月、京都地裁は「価値観で評価は分かれるが、教養施設としての機能はある」として住民側の請求を棄却した。京都地裁は、「イルカの能力の展示方法と見る立場もあり、教養施設としての機能は否定できない」、また「（公園の機能の）避難場所としての適性に疑義が生じるとまではいえない」と原告の主張を退け、京都市側に全面勝訴の判決をしている。

## 関連商品
当館で飼育している動物（オオサンショウウオ、カメ、ゴマフアザラシ、イルカ、カクレクマノミなど）をモチーフにした菓子パン「すいぞくパン」を、館内の売店やカフェで数量限定発売（右京区にあるパン屋の提携販売）。「山紫水明ゾーン」内にある「山紫水明カフェ」では、「すいぞくパン」に加えて、「男前豆腐店の豆乳ソフトクリーム」（京都府南丹市に本社・工場がある男前豆腐店とのコラボレーション商品）なども販売されている。
また、フィギュアブランドとして知られる海洋堂が京都にゆかりある動物（オオサンショウウオ、ナゴヤダルマガエル、オヤニラミ、ハモ、アカアマダイ、ゲンゴロウなど）をモチーフに製作した当館オリジナルのフィギュア（プラスチック製模型）「京都水族館フィギュアコレクション」を、館内の売店・自動販売機で販売している。